# Ohan Demirgian

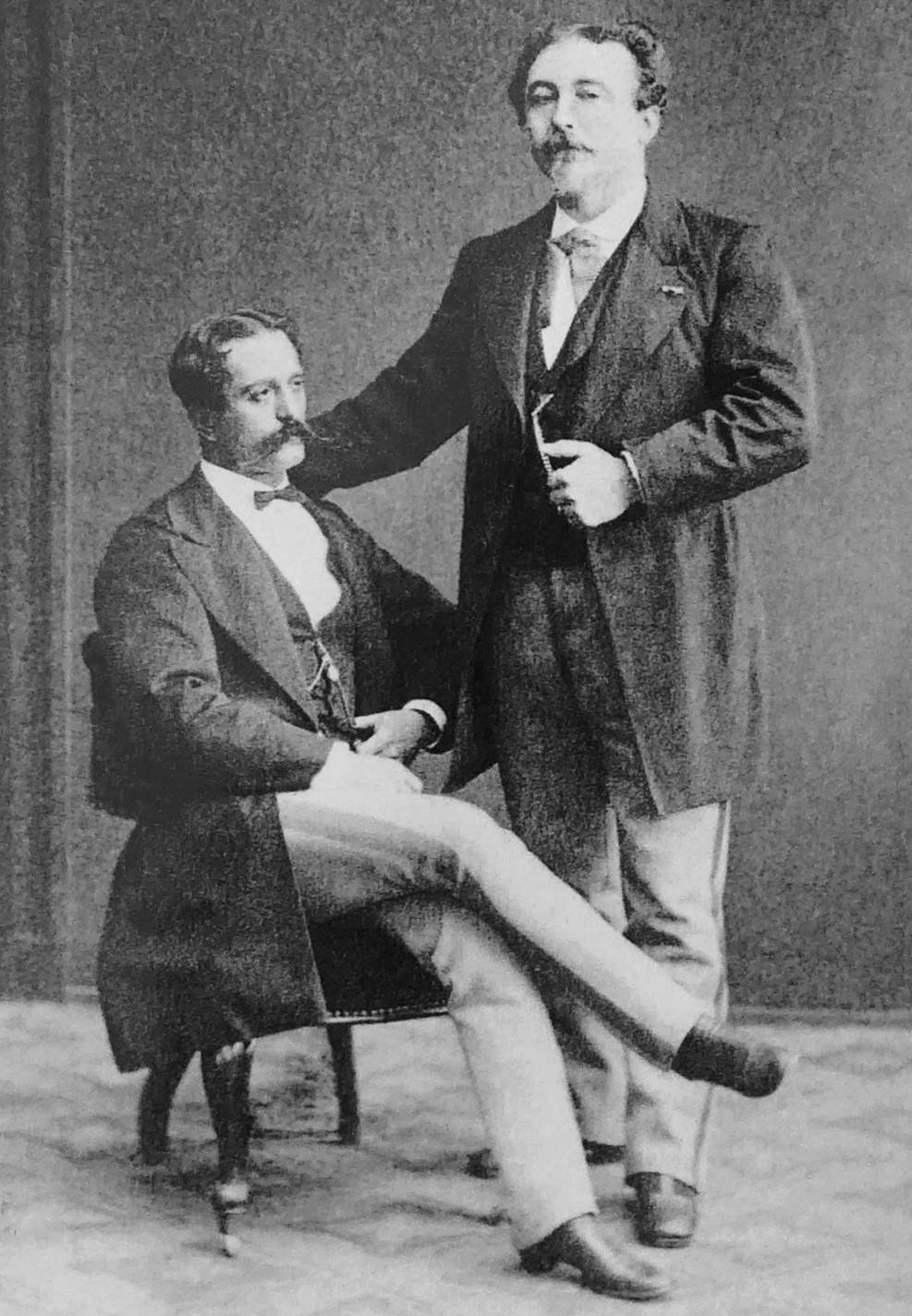
Ohan Demirgian (sittande) och hans vän Jussuf Nabaraony Bey (stående och som förestod La Mission Egyphenne i Paris).

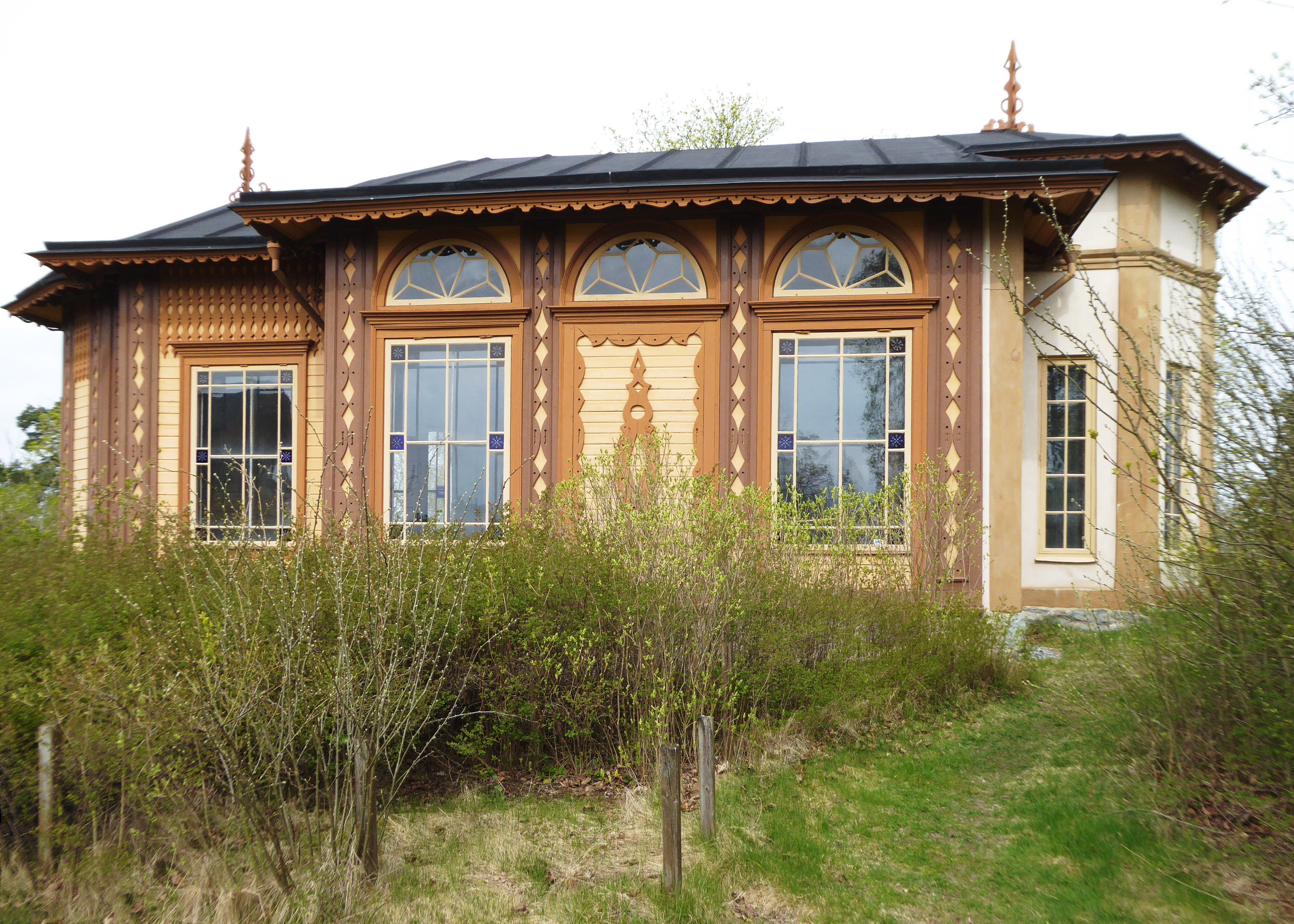
Armeniska kapellet.

Ohan Demirgian, även kallad Habib Bey, född 14 januari 1837, död 1877 i Marseille i Frankrike, var en egyptisk diplomat av armenisk börd. Han var Karl XV:s gunstling och hovstallmästare på Ulriksdals slott. 

## Biografi
Demirgian var son till den egyptiske utrikesministern Stephan Bey och studerade på Mission égyptienne i Paris fram till 1854. Han blev därefter sekreterare i egyptiska utrikesministeriet och gynnades av Egyptens vice-kung, kediven Ismail Pascha.  
Han ska ha träffat prins August av Sverige under dennes Egypten-resa 1860, och tilldelades 1861 Vasaordens storkors. I sällskap med sin släkting Nabaroni Bey dök han sedan upp i Sverige som egyptisk diplomat 1866. Karl XV fick av honom två fullblodshingstar som gåva. Vid prinsessan Lovisas bröllop 1869 gav han bruden ett pärlhalsband och ett rött sammetslivstycke. Även drottningen och hovdamerna fick livstycken. Dessutom fick kungen medaljer ur Medjie-orden, som han själv fick ge till dem han önskade. 
Demirgian beskrivs som en äventyrare och gjorde skandal vid svenska hovet. Han blev Karl XV:s gunstling, bland annat genom sina kunskaper i hästavel, och han blev medlem i kungens klubb »Enkan Bloms Bekanta», där han tillhörde kungens privata umgängeskrets tillsammans med bland andra Svante Hedin och Daniel Hwasser. Han fick svenskt medborgarskap 1867, blev understallmästare i K. M:ts hov 1868, och tilldelades Svärdsorden. 1869 representerade han inofficiellt Karl XV vid Suezkanalens invigning, då han överlämnade svenska ordnar till flera bemärkta personer, bland annat Svärdsorden till den egyptiske khedivens mor. 
Han var impopulär i Sverige där han kallades »Demiurgen». Louis De Geer kallade honom för Karls onda genius. Han var bosatt på Överjärva gård vid Ulriksdals slott från 1870 till 1873 där han lät uppföra Armeniska kapellet. Huset beskrevs som ett hem i "orientalisk lyx", där asiatiska kvinnor uppförde slöjdans. De fördes sedan vidare till Ryssland, där de påstods ha prostituerat sig. Enligt Edholm var han: »insinuant, ser bra ut, liten och mörk, med brinnande ögon, är ytterst förbindlig och artig mot damerna och håller sig framme». Han ska ha haft många planer på ett närmande mellan Sverige och Egypten. 
År 1871 fanns det planer på att Karl XV skulle gifta om sig. Bland kandidaterna fanns prinsessan Thyra av Danmark och en rysk storfurstinna. Ohan Demirgian föreslog då den polska grevinnan Marya Krasinska (1854–1884) och fick en miljon i provision för att sköta förhandlingarna. Paret skulle mötas i Nice, Italiens kung skulle ge Krasinskas far en prinstitel, och efter förlovningen skulle de sedan resa tillsammans till Sverige. Dessa planer uppfattades och togs på så stort allvar i Sverige att utrikesministern, greve Baltzar von Platen hade vidtagit åtgärder för hur de skulle förhindras. Planerna var klara då kungen insjuknade och avled 1872.    
Demirgian erbjöd sig att agera agent för förhandlingarna om ett nytt äktenskap för änkehertiginnan Teresia kort före hennes omyndighetsförklaring på 1870-talet. Demirgian ska under sina sista år ha skickat flera utpressningsbrev till svenska hovet. Han intogs på sinnessjukhus i Marseille, där han avled.